# 石曜
石曜（せき よう、生没年不詳）は、中国の北斉の儒学者・官僚。字は白曜。本貫は中山郡安喜県。

## 経歴
儒学によって任用され、昇進した。武平年間、黎陽郡太守となった。ときに斛律武都が兗州刺史として出向していたが、武都は丞相の咸陽王斛律光の世子であり、斛律皇后の兄でもあって、貪欲粗暴な性格であった。武都が衛県に立ち寄ると、県令や県丞以下が絹数千匹を集めて武都に贈った。武都が黎陽郡に到着すると、側近たちを使嗾して石曜と黎陽郡治下の県官たちに贈賄させるようほのめかした。石曜は手に一匹の絹布を持って武都に面会し、「これは老石めが機で織ったものでして、いささかながらお贈りいたします。これより先はいずれも官吏や民衆から出たもので、官吏や民衆の物はいっさい侵害しないでいただきたい」といった。武都も石曜が清廉純粋な儒者であると知っていたので、笑って責めなかった。石曜の著書に『石子』10巻があったが、その言説は浅俗と評された。後に譙州刺史として官歴を終えた。

## 伝記資料
- 『北斉書』巻44 列伝第36
- 『北史』巻81 列伝第69